# Relief

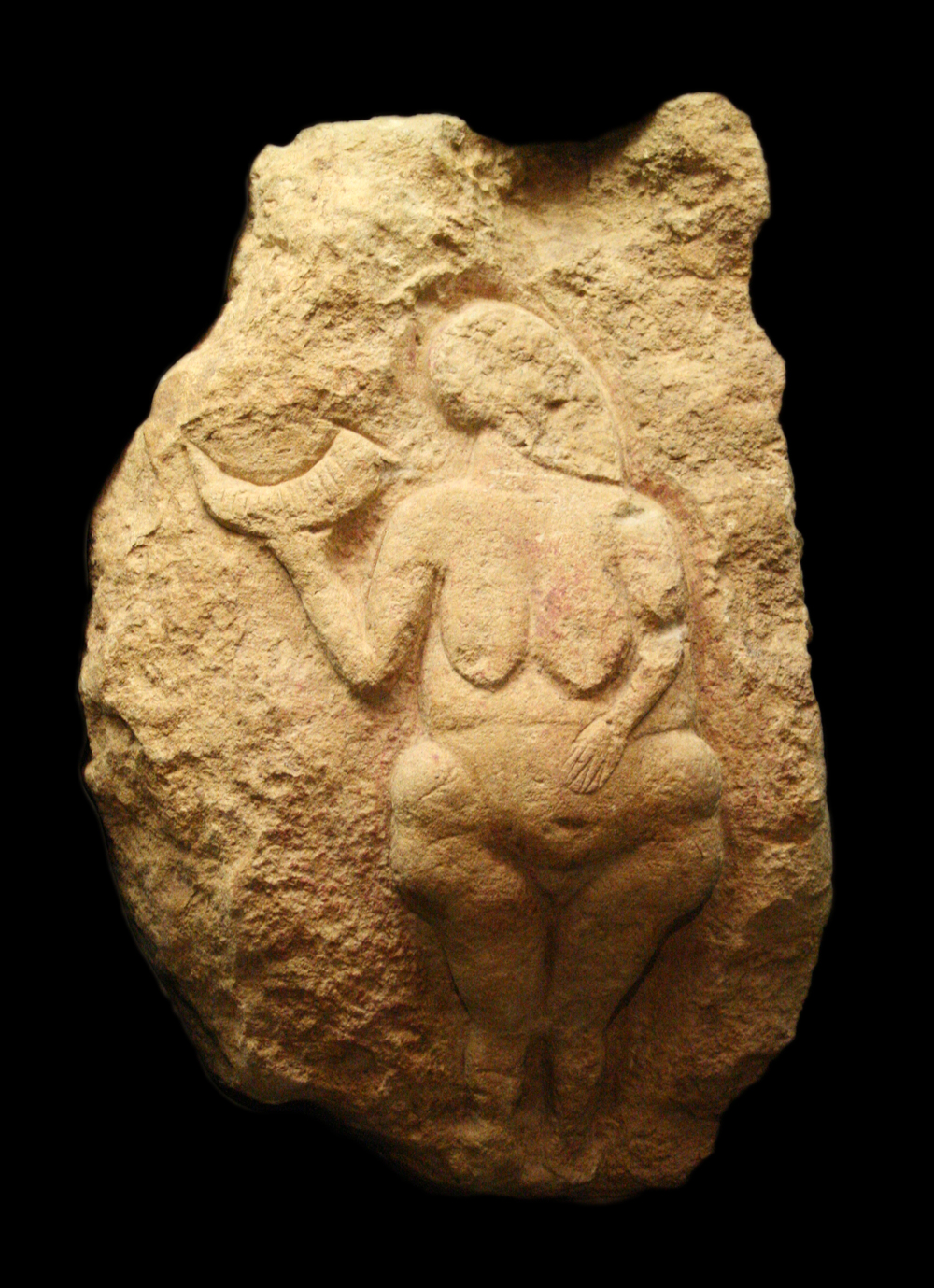
Venus von Laussel, ca. 25.000 Jahre alt, Musée d’Aquitaine, Bordeaux

Ein Relief ([ʁeˈli̯ɛf] (aus dem Französischen von lateinisch relevare ‚erhöhen, in die Höhe heben‘; vgl. französisch relever ‚aufrichten‘); als „aus dem Untergrund herausragendes Bildhauerwerk“) ist eine künstlerische Darstellungsform, die sich plastisch vom Hintergrund abhebt, meist aus einer Fläche oder einem Körper heraus. Reliefs können figürlich, aber auch abstrakt ornamental gestaltet sein. Als Kunstform steht das Relief zwischen der Bildhauerkunst und der Malerei.

## Formen

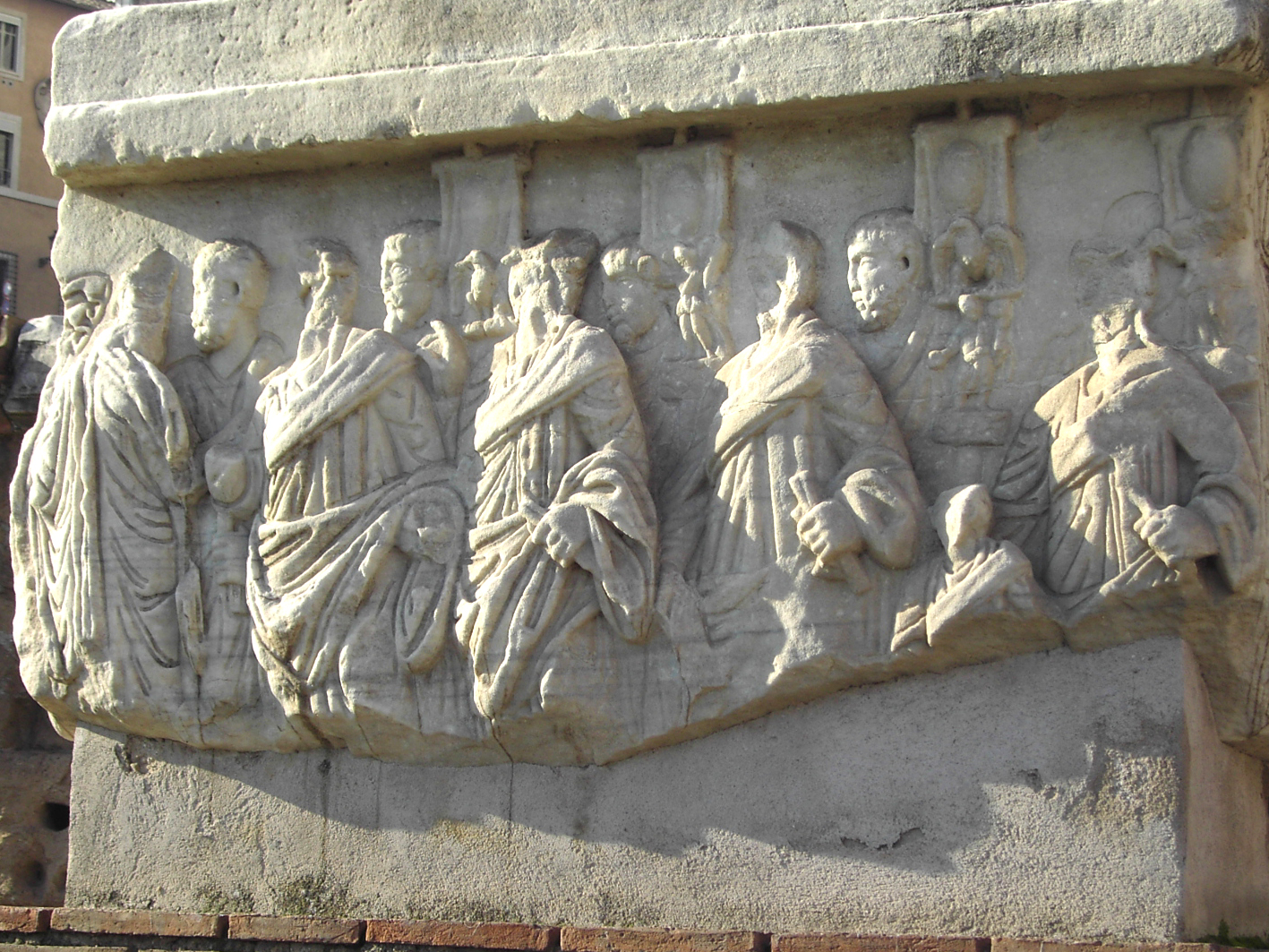
Römisches Hochrelief aus der klassischen Antike auf dem Forum Romanum in Rom

Nach der Höhe der Figuren und Formen über der Grundfläche wird zwischen Flachrelief (auch Basrelief), Halbrelief und Hochrelief unterschieden.
Im Flachrelief kommen kaum Höhenebenen und nur in sehr begrenztem Maße Rundungen vor. Es kann auch nur aus Ritzungen im Untergrund bestehen, siehe Sgraffito.
Das Halbrelief variiert in der Höhenlage und besitzt auch Ausrundungen, aber kaum Hinterschnitte.
Im Hochrelief können die dargestellten Objekte oft bis zur Hälfte ihres tatsächlichen Ausmaßes aus dem Untergrund hervortreten. Teilweise werden auch Elemente mit Hinterschneidungen und Freistellungen gestaltet.

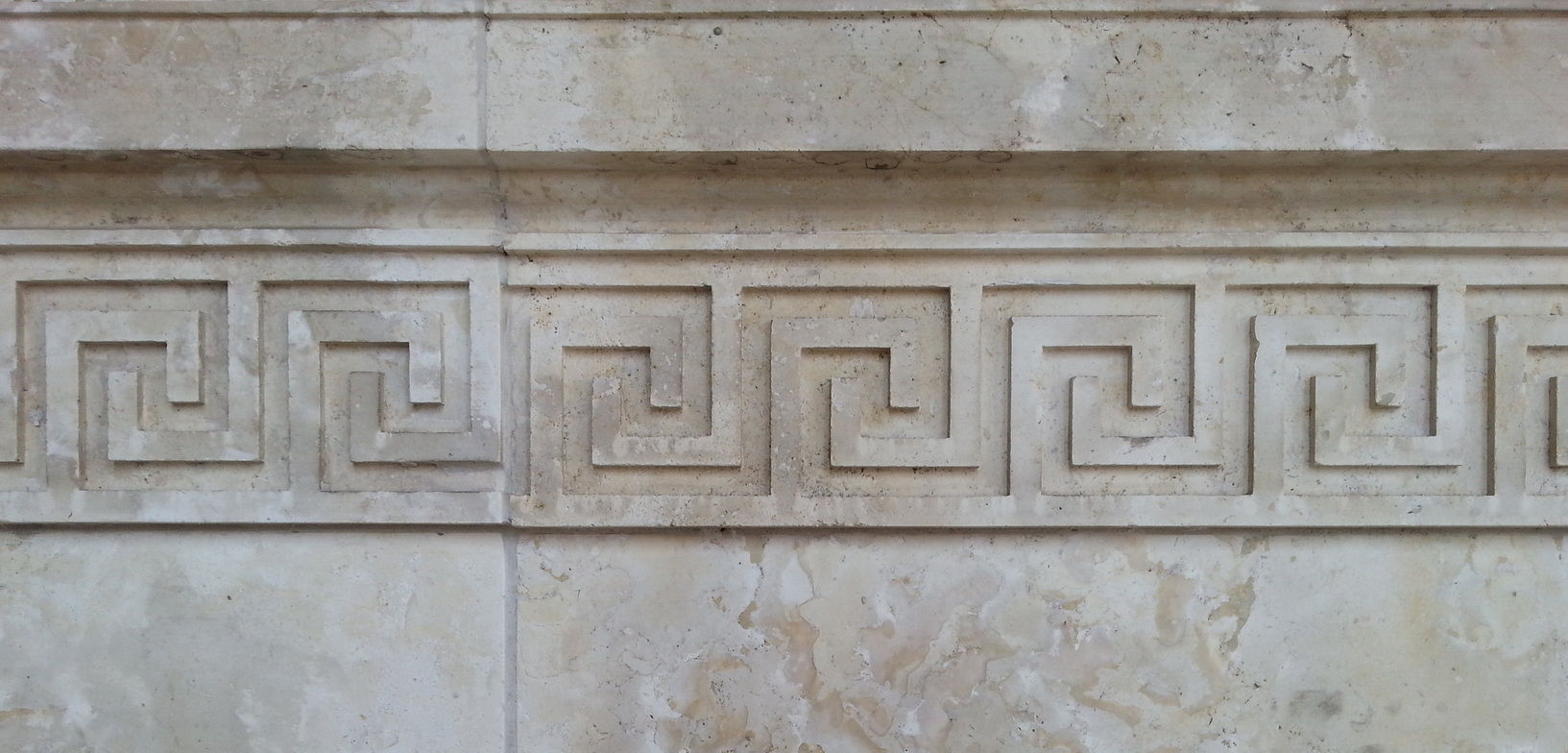
Mäander in der Münchener Ruhmeshalle

Seltener wird das „versenkte Relief“ verwendet. So wurden in der altägyptischen Kunst die Figuren und Linien als „Hohlform“ (Koilanaglyph) in die Grundfläche hineingearbeitet.
Eingearbeitete Schriften in Stein oder Metall können als Reliefs gelten. Es wird die sinnbildliche und göttliche Kraft des Wortes zum Ausdruck genutzt.
Ein „geprägtes Relief“ in einem runden oder elliptischen Rahmen ist ein Medaillon.
Ein Relief als lineares, waagerechtes Stilelement (beispielsweise Mäander) wird in der Architektur und Klassischen Altertumswissenschaft als Fries bezeichnet.

## Materialien
Die Materialauswahl für Reliefs ist breit: Neben Stein, Holz, Gips, Ton und Elfenbein werden Metalle genutzt. Kunstschmiede und Metallbildhauern setzen vorrangig Bronze, Kupfer, Silber, Gold, aber auch Gusseisen und Stahl ein, letzteren bevorzugt rostfrei.
Verarbeitungstechniken sind Gießen (Bronzeguss, Eisenguss), Treiben bei biegsamen Materialien, Gravieren, Prägen und Schmieden. Auch Steinguss und leicht vergängliche Materialien wie Schokolade oder Papier werden in der Reliefkunst angewendet.

## Kunstgeschichte

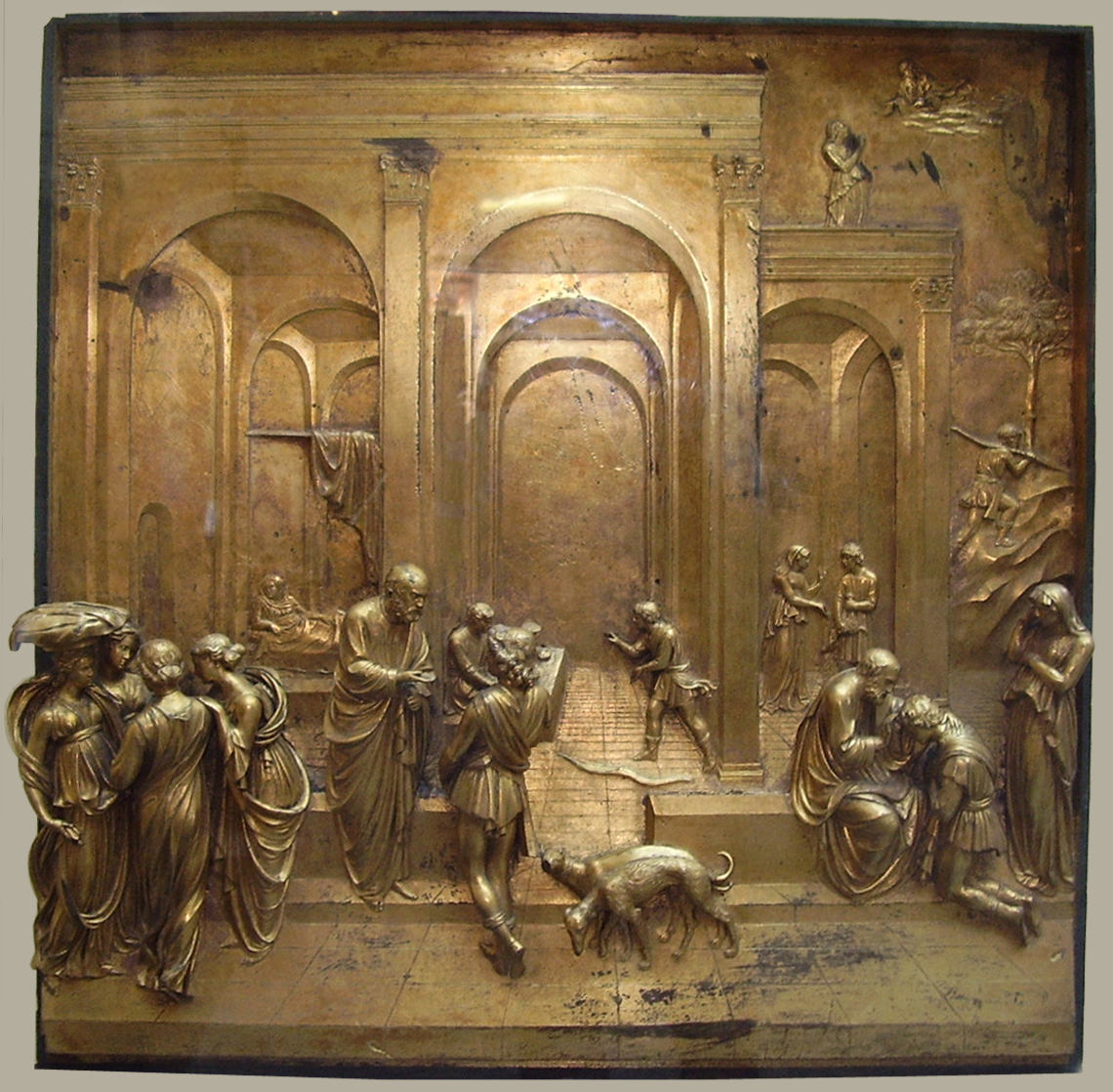
Ghiberti: Jakob und Esau, Paradiestor, Baptisterium, Florenz, zw. 1429–1447

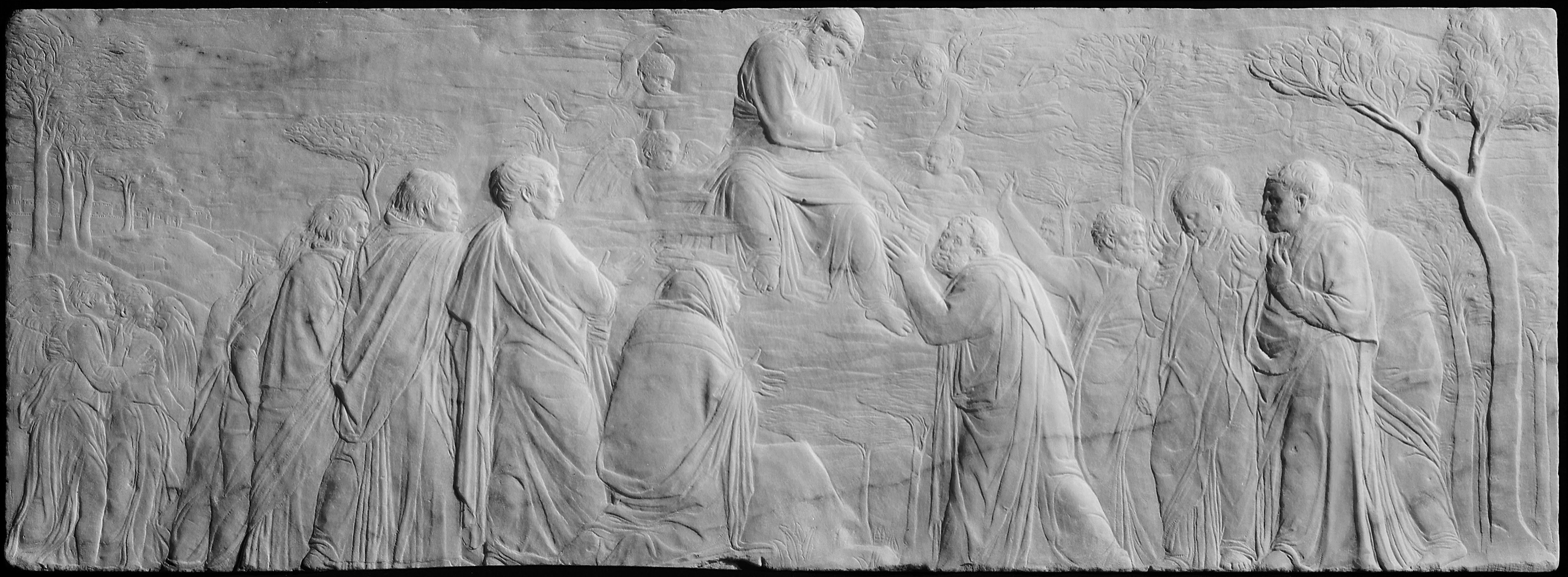
Donatello, Christi Himmelfahrt mit Schlüsselübergabe an Petrus, 1428–1432, Victoria and Albert Museum, London

Bereits im Jungpaläolithikum wurden Reliefs angefertigt, wie beispielsweise die 37.000 Jahre alten Vulva-Gravierungen am Felsüberhang Abri Castanet oder die etwa 25.000 Jahre alte Venus von Laussel. Ursprünglich war die Frauendarstellung an einer Wand des Felsüberhangs (abri) von Laussel angebracht. Bedeutende Relief-Friese befinden sich im Abri Roc-aux-Sorciers (Angles-sur-l’Anglin), im Abri Cap Blanc (Les Eyzies) und Roc-de-Sers (Charente), wo Kalksteinblöcke das Material für einen 17 Meter langen Fries bildeten. Meist wurden Tiere dargestellt, wie im Fourneau du Diable (Dordogne). Reliefs wurden in prähistorischer Zeit meistens in Abris angebracht, ausnahmsweise auch im Höhlenbereich (beispielsweise in der Grotte de Saint-Front-de-Domme).
Zahlreiche Tierfiguren etc. vom Göbekli Tepe (ca. 9000 v. Chr.) sind als Reliefs ausgeführt. Die Kunst der Megalithepoche (ca. 3500–4500 v. Chr.) besteht beinahe ausschließlich aus rätselhaft abstrakten Reliefdarstellungen (beispielsweise Table des Marchand, Gavrinis, Les Pierres-Plates, Newgrange etc.).
Beispiele von alten Reliefs in Anatolien und Nordsyrien aus der Zeit zwischen dem 14. und dem 12. Jahrhundert v. Chr. stammen aus dem hethitischen Großreich und dessen Nachfolgern. Bildliche Reliefs wurden in den Fels gemeißelt, aber auch reine Inschriften in luwischen Hieroglyphen sind vorhanden. Berühmte antike Reliefs sind der „Gigantenfries“ des Pergamonaltars, der Parthenonfries oder das Ischtar-Stadttor aus Babylon.

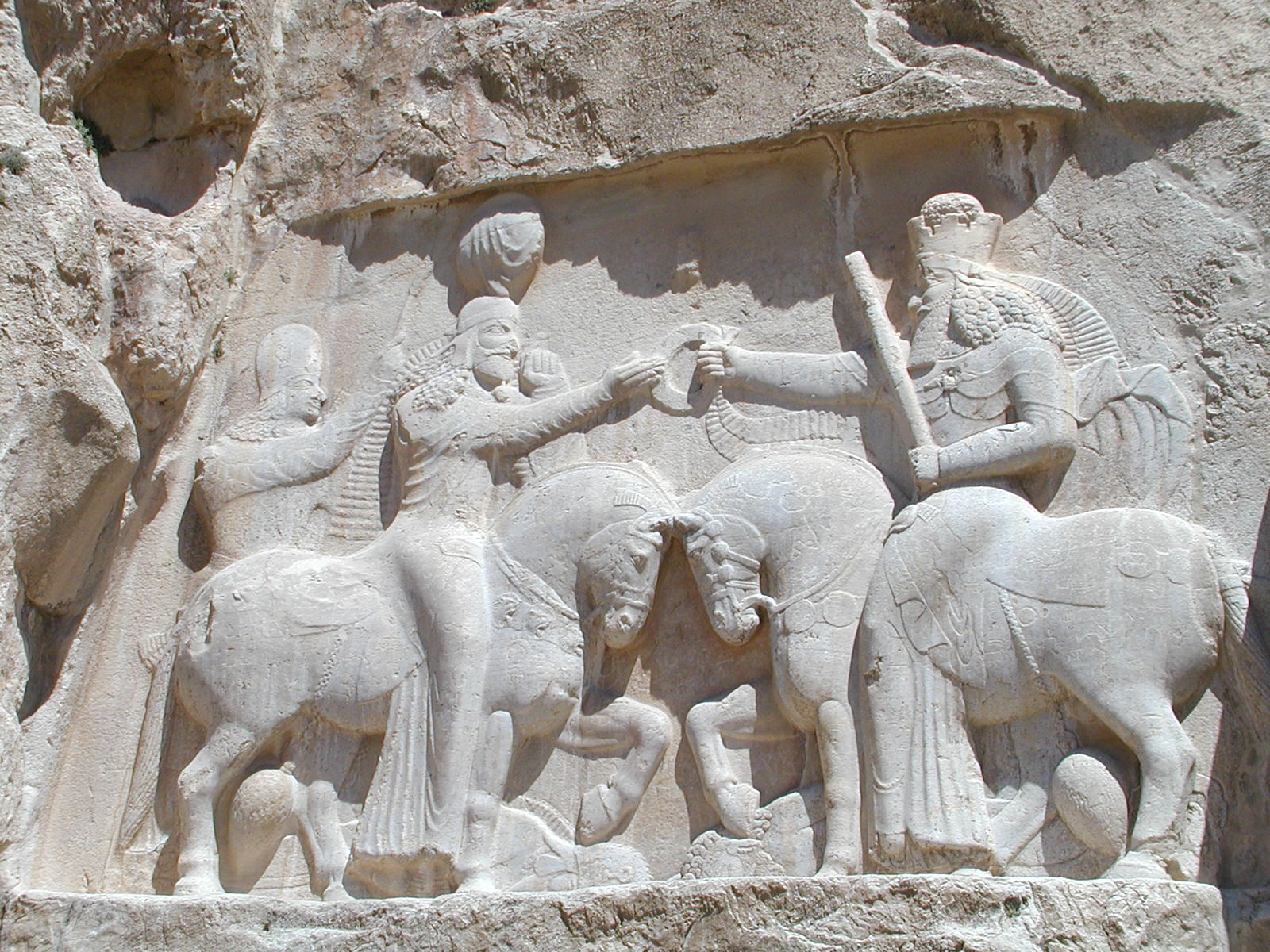
Felsrelief in Naqsch-e Rostam bei Persepolis, 3. Jahrhundert n. Chr.

Bedeutende Felsreliefs in Iran entstanden, fußend auf einer bis ins 3. Jahrtausend v. Chr. zurückgehenden altorientalischen Kunsttradition, vor allem in sasanidischer Zeit (3. bis 7. Jahrhundert n. Chr.), insbesondere im 3. und 4. Jahrhundert, etwa in Naqsch-e Rostam, Firuzabad, Taq-e Bostan und Bischapur.
Eine Blütezeit erlebte das Relief in der klassisch-griechischen, hellenistischen und römischen Kunst als Verzierung an Tempeln und auf Grabstelen. Beachtenswert ist auch die Reliefkunst der westeuropäischen Romanik, Gotik und Renaissance, die vor allem in den Kathedral-Tympana in Erscheinung tritt. Etwas früher bzw. ungefähr gleichzeitig erlebte die Bildhauerkunst Indiens eine enorme Blüte (vgl. Deogarh, Khajuraho u. a.), die jedoch von der Bilderfeindlichkeit des Islam ab etwa dem Jahr 1000 mehrere Jahrhunderte lang unterdrückt wurde und danach nicht wieder zu ihrem alten Glanz zurückfand.
Kunstgeschichtlich bedeutend und für die damalige Zeit in der technischen Ausführung herausragend sind die Reliefs von Lorenzo Ghiberti an den Bronzeportalen des Baptisteriums San Giovanni in Florenz (ca. 1400–1450). Donatello führte mit seiner schiacciato-Technik, einem extrem flachen Relief mit feinsten Modulierungen, die Möglichkeiten zentralperspektivischer Darstellung vor, fand jedoch vermutlich aufgrund ihrer zu großen Nähe zur Malerei wenig Nachahmer (Georgsrelief, 1415–1417). Zur Florentiner Frührenaissance zählen auch die farbig glasierten Keramiken Luca della Robbias (ab 1439).
Das größte Flachrelief (Basrelief) der Neuzeit befindet sich am Stone Mountain in Georgia (USA), es hat die Größe eines Fußballfeldes und wurde im Zeitraum von 1923 bis 1972 erschaffen.